# Колодистое (Тальновский район)
Коло́дистое (укр. Колодисте) — село в Тальновском районе Черкасской области Украины.
Население по переписи 2001 года составляло 824 человека. Почтовый индекс — 20450. Телефонный код — 4731.

## Местный совет
20450, Черкасская обл., Тальновский р-н, с. Колодистое, ул. Ленина, 6